# (13243) Randhahn
(13243) Randhahn est un astéroïde de la ceinture principale découvert en 1998.

## Description
(13243) Randhahn a été découvert le 22 mai 1998 à l'observatoire Magdalena Ridge, situé dans le comté de Socorro, au Nouveau-Mexique (États-Unis), par le projet Lincoln Near-Earth Asteroid Research (LINEAR).

### Caractéristiques orbitales
L'orbite de cet astéroïde est caractérisée par un demi-grand axe de 2,29 UA, un périhélie de 2,02 UA, une excentricité de 0,12 et une inclinaison de 7,62° par rapport à l'écliptique. Du fait de ces caractéristiques, à savoir un demi-grand axe compris entre 2 et 3,2 UA et un périhélie supérieur à 1,666 UA, il est classé, selon la JPL Small-Body Database, comme objet de la ceinture principale.

### Caractéristiques physiques
(13243) Randhahn a une magnitude absolue (H) de 13,9 et un albédo estimé à 0,073.